# Поворка бушара
Поворка бушара или поход бушара (мађарски: Busójárás, хрватски: Pohod bušara)) шестодневни карневал који се сваке године одржава крајем фебруара у мађарском граду Мохачу у Барањи.
Обележава крај зиме и евоцира сећање на протеривање Турака. Назван по застрашујућим за маскаскираним мушкарцима, Бушарима (busós), који носе велике дрвене маске и вунене капуте. Њихов изглед подсећа на каставске звонаре.
Карневал Поворка бушара укључен је 2009. године на УНЕСКО-ву листу нематеријалне светске баштине у Европи.

## Карактеристике и историја
У Мохачу је порекло овог обичаја повезано са легендом о протеривању Турака, њих су истерали Хрвати (Шокци), и који су преко мочвара побегли на острво Мохач, уморни од бекства и турске превласти; па су се прерушили и под окриљем ноћи прешли Дунав и плашили Турке буком својих приручних инструмената и изгледом, удаљавајући их тако од Мохача.
Фестивал је вишеслојан, од такмичења за најбољи дечји костим и маску, до презентације израде маски и вештина других заната. Финале карневала је долазак бродом преко Дунава више од 500 машкара (busós) преко Дунава у град, који се затим кочијама или маштовито костимираним возилима возе до централног трга - Кола. Врхунац је спаљивање ковчега, који симболично представља зиму, прослава се наставља гозбама и музиком широм града.
Иако је карневал настао међу Мохачким Шокцима, он је данас општи симбол града, у знак сећања на велике догађаје у његовој историји. Карневал је више од друштвеног догађаја, израз припадности граду, друштвеној групи и нацији. Игра важну друштвену улогу нудећи учесницима прилику да се изразе на оригиналан начин у својој заједници. Уметност и занат који је прате очувале су бројне групе бушара различитог културног порекла, од техника резбарења маски до саме ритуалне поворке и преносиле је генерацијама до данас.